# Gare de Paulhan
La gare de Paulhan est une gare ferroviaire française (fermée) des lignes de Vias à Lodève, de Paulhan à Montpellier et de Faugères à Paulhan. Elle est située sur le territoire de la commune de Paulhan, dans le département de l'Hérault, en région Occitanie.
La gare et l'ensemble des lignes qui la desservent ont été fermées à la fin du XXe siècle.

## Situation ferroviaire
Établie à 36 mètres d'altitude, la gare de bifurcation de Paulhan est située au point kilométrique (PK) 477,761 de la ligne de Vias à Lodève, entre les gares fermées de Lézignan-la-Cèbe et d'Aspiran.
Elle est également l'origine de la ligne de Paulhan à Montpellier et l'aboutissement de la ligne de Faugères à Paulhan.

## Service des voyageurs
Cette gare, située sur des lignes fermées, est de fait désaffectée du service ferroviaire.

## Patrimoine ferroviaire
L'ancien bâtiment voyageurs, édifié par la Compagnie des chemins de fer du Midi, est toujours présent sur le site de la gare, bien qu'il ne soit plus utilisé pour le service ferroviaire.